# Agustín Pardella
Agustín Pardella (Buenos Aires, 12 de enero de 1994) es un actor, cantante y músico argentino.

## Carrera profesional
Su debut actoral fue en el 2011, en cine, de la mano de la directora Paula Hernández en el filme argentino Un amor, protagonizada por Diego Peretti, Elena Roger y Luis Ziembrowski.
Por la película Como una novia sin sexo fue nominado a los Premios Cóndor de Plata como Mejor actor revelación 2017.
En 2017, obtuvo tres premios como actor dramático por la película Pinamar que protagonizó junto a Juan Grandinetti, del director Federico Godfrid. Por esa película obtuvo varios galardones: Premio Golden Kikito a Mejor actor en el Festival de Cine de Gramado, en Brasil, en agosto de 2017, Premio Patacón a Mejor actor en el Festival Tandil Cine otorgado por la fundación SAGAI en noviembre de 2017 y Mención especial por el jurado del Festival Tandil Cine en noviembre de 2017.
Ese mismo año, hizo su debut teatral con la obra Fraternal, en el Método Kairos y participó en la cinta Los olvidados, nominada en el Festival de Sitges y ganadora en el Festival Obscura de Berlín. También protagonizó en 2018 la comedia Los Enanos de Martín Deus, en el Teatro Porteño. En 2019, apareció en la serie española de Netflix Todo por el juego dirigida por Daniel Calparsoro, interpretando a Germán. En 2020, apareció en la película Ámbar.
En 2022, interpretó a Fernando «Nando» Parrado, uno de los sobrevivientes del Accidente aéreo de los Andes, en la película española La sociedad de la nieve de Juan Antonio Bayona.
A finales de 2023, grabó la película de terror 1978, dirigida por los hermanos Onetti. En abril de 2024, grabó la película Guerra de verano, dirigida por Alicia Scherson y rodada en Uruguay. En octubre de 2024, protagonizó la obra de teatro Eduardo II, dirigida por Alejandro Tantanian en el Teatro San Martín de Buenos Aires. La obra estuvo en cartelera hasta diciembre y fue extendida de febrero a marzo de 2025.
En junio de 2025, fue nominado a los Premios Martín Fierro por su actuación en la obra El trágico reinado de Eduardo II, en la categoría de mejor actor revelación.

## Filmografía

### Cine
| Año  | Título                    | Papel              | Notas         |
| ---- | ------------------------- | ------------------ | ------------- |
| 2011 | Un amor                   | Lalo (adolescente) |               |
| 2012 | It happens                |                    | Cortometraje  |
| 2014 | Abril                     | Pablo              | Cortometraje  |
| 2015 | Francisco: el padre Jorge | Cacho              |               |
| 2016 | Como una novia sin sexo   | Adrián Aued        |               |
| 2017 | Pinamar                   | Miguel             |               |
| 2018 | Los olvidados             | Diego              |               |
| 2018 | La religiosa              |                    | Cortometraje  |
| 2020 | Ámbar                     | Junior             |               |
| 2023 | La sociedad de la nieve   | Nando Parrado      |               |
| 2024 | 1978                      | Hugo               |               |
| TBA  | Guerra de verano          | Charlie            | Posproducción |

### Televisión
| Año        | Título                | Papel              | Notas           |
| ---------- | --------------------- | ------------------ | --------------- |
| 2012-2013  | Mi amor, mi amor      | Ariel Dalton       |                 |
| 2012       | Condicionados         | Rodrigo            |                 |
| 2013       | Los vecinos en guerra | Nahuel             |                 |
| 2013       | Esa mujer             | Manuel             |                 |
| 2014-2016  | La casa del mar       | Martín Meléndez    |                 |
| 2015       | Noche y día           | Manuel Pablo Otoño |                 |
| 2016, 2022 | Loco por vos          | Víctor Sarkissián  |                 |
| 2017       | Las Estrellas         | Ciro               |                 |
| 2018       | Simona                | Ambientalista      |                 |
| 2018       | El lobista            | Nicolás            |                 |
| 2018-2019  | Todo por el juego     | Germán             |                 |
| 2020       | Los internacionales   | Cris               | Episodios 2 y 4 |
| 2022       | Cielo grande          | Noda               |                 |

### Web
| Año  | Título                    | Papel | Notas                 |
| ---- | ------------------------- | ----- | --------------------- |
| 2013 | Tus amigos siempre a mano | Peter | Miniserie de Movistar |

## Teatro
- Fraternal (2017)
- Los Enanos (2018)
- Rey Lear (2018)
- El trágico reinado de Eduardo II, la triste muerte de su amado Gaveston, las intrigas de la reina Isabel y el ascenso y caída del arrogante Mortimer (2024-2025)

## Premios y nominaciones
| Año  | Organización                         | Categoría                          | Trabajo                          | Resultado | Ref(s)      |
| ---- | ------------------------------------ | ---------------------------------- | -------------------------------- | --------- | ----------- |
| 2017 | Premio Cóndor de Plata               | Revelación masculina               | Como una novia sin sexo          | Nominado  | [ 1 ]       |
| 2017 | Festival de Cine de Gramado          | Premio Golden Kikito – Mejor actor | Pinamar                          | Ganador   | [ 3 ]       |
| 2017 | Festival de Cine Argentino de Tandil | Premio SAGAI – Mejor actor         | Pinamar                          | Ganador   | [ 4 ] [ 5 ] |
| 2017 | Festival de Cine Argentino de Tandil | Mención especial del jurado        | Pinamar                          | Ganador   | [ 4 ] [ 5 ] |
| 2025 | Premios Martín Fierro de Teatro      | Revelación                         | El trágico reinado de Eduardo II | Nominado  | [ 6 ]       |